# Макроеволюція
Макроеволюція у біології — процес еволюції на рівні утворення нових біологічних класів
та вищих таксонів (одиниць): родів, родин і аж до царств, на відміну від мікроеволюції, яка відбувається у межах виду чи популяції.
Явища і закономірності еволюції вивчає дисципліна Еволюційна теорія.
Макроеволюція стає результатом поступового накопичення мікроеволюційних змін.

## Надвидові таксони як наслідок еволюції
Є люди, які думають, що в природі реально існують лише види; інші думають, що реальністю є лише популяції, треті — що тільки особини, або, навпаки, що реальністю є роди, натомість види — це тимчасові варіації родів.
Надвидові категорії ввела людина на підставі ступеня споріднених видів. Тому
окремих механізмів макроеволюції не існує. Різноманітність видів виникає внаслідок пристосувань їхніх предків до різних умов довкілля. Це явище називається адаптивною радіацією, що відбувається у формі дивергенції — явище розходження ознак у нащадків як наслідок пристосувань особин предкового виду до різних умов довкілля.

## Напрямки макроеволюції
Біологічний прогрес — збільшення чисельності популяцій, розширення ареалу, утворення нових підвидів і видів в межах певної групи; Наприклад: комахи, молюски, птахи, ссавці, покритонасінні.
Біологічний регрес — зниження пристосованості, чисельності, скорочення ареалу, вимирання певної групи. Наприклад: із хоботних лишились лише два види: африканський та індійський слон.
Ці поняття не мають реального відображення в природі, а є узагальнюючими термінами, які показують ступінь видової різноманітності певної групи в певний геологічний час.